# Lampadaire autonome
 (février 2024).
Si vous disposez d'ouvrages ou d'articles de référence ou si vous connaissez des sites web de qualité traitant du thème abordé ici, merci de compléter l'article en donnant les références utiles à sa vérifiabilité et en les liant à la section « Notes et références ».

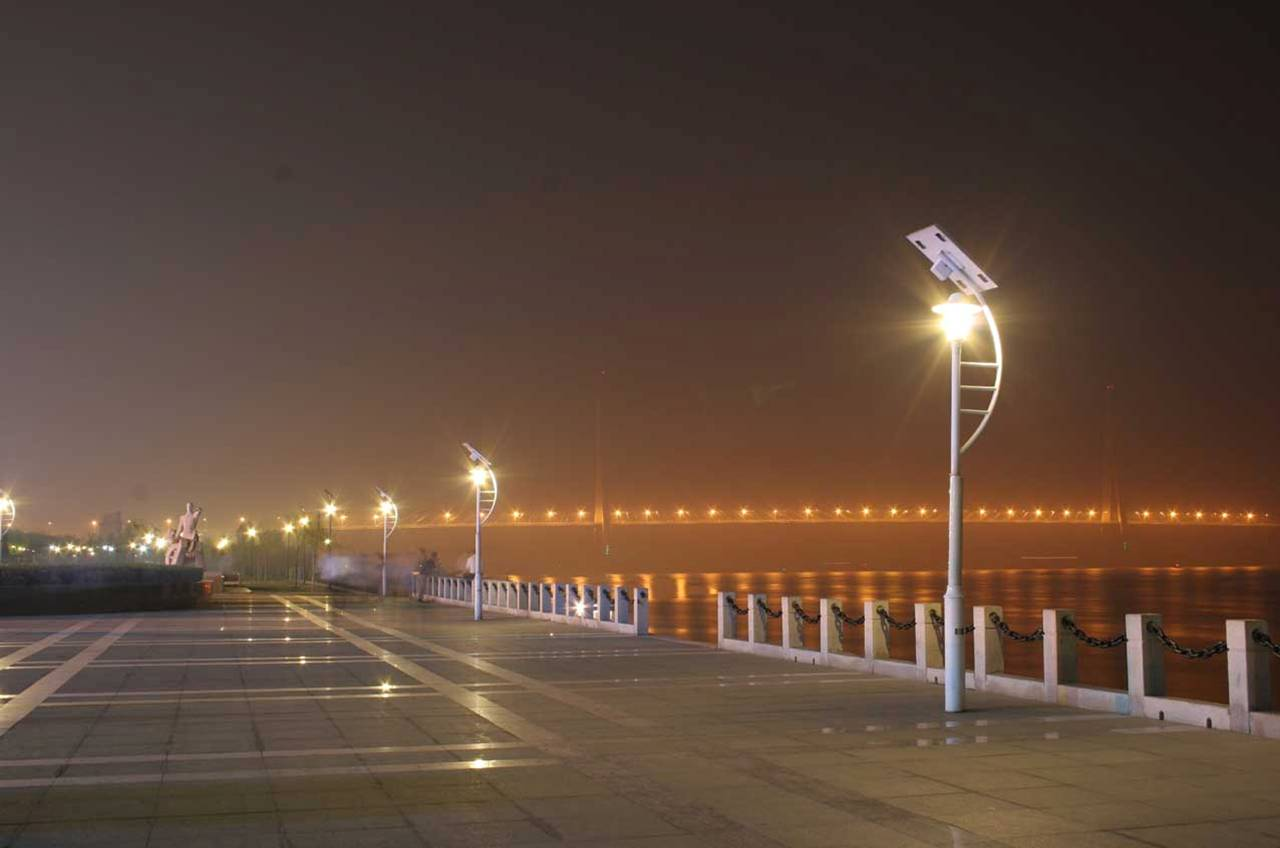
Éclairage de quais réalisé par des lampadaires solaires.

Un lampadaire autonome, ou candélabre autonome, est un lampadaire qui est alimenté par une ou plusieurs sources d'énergie renouvelables et ne nécessite aucune connexion au réseau de distribution d'électricité. Un système d'éclairage autonome fournit un éclairage totalement écologique et sans aucune facture d'électricité. Les lampadaires autonomes sont aussi des moyens de communications très visibles pour les collectivités ou les entreprises qui désirent mettre en avant leur engagement pour l'environnement et le développement durable.

## Les différentes technologies

### Solaire
Un lampadaire solaire est entièrement alimenté par des panneaux photovoltaïques. L'avantage de ce système est qu'il est peu coûteux et performant lorsqu'il est bien dimensionné.

### Éoliens
Un lampadaire éolien utilise une petite éolienne comme source d'alimentation. Cependant, l'énergie éolienne étant très aléatoire, le recours à ce système est très rare car il nécessite des vents réguliers et constants tout au long de l'année.

### Hybrides

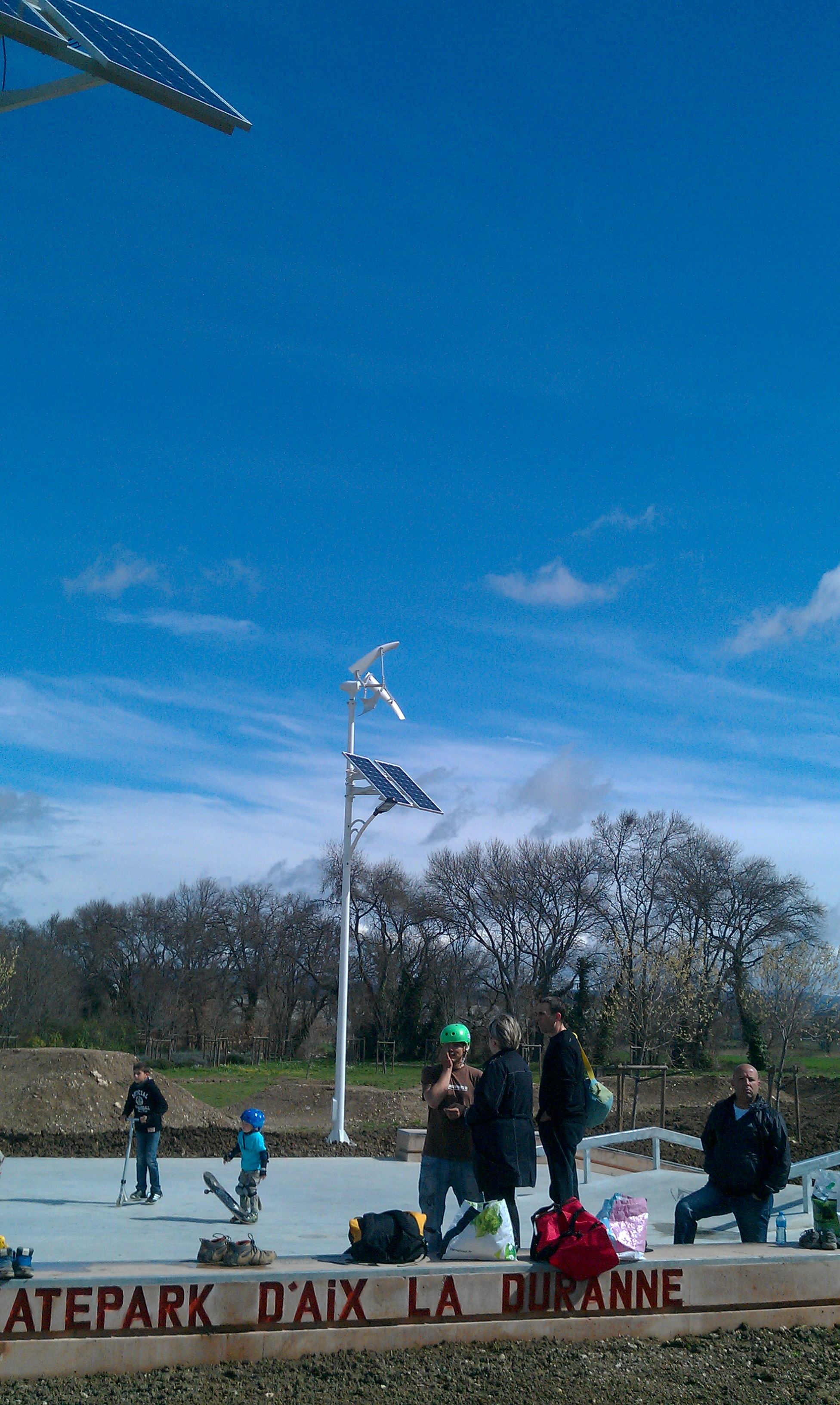
Installation de deux lampadaires hybrides au skatepark de La Duranne à Aix-en-Provence.

Un lampadaire hybride utilise à la fois l'énergie éolienne et l'énergie solaire comme source d'alimentation. Ces deux énergies complémentaires permettent une réelle autonomie des lampadaires.

## Fonctionnement
Un lampadaire autonome utilise un ou plusieurs systèmes de production d'énergie renouvelable comme unique source d'énergie. Les panneaux photovoltaïques et l'éolienne produisent ainsi de l'électricité qui est stockée dans des batteries. Ces batteries peuvent être placées dans le mât ou dans le socle du lampadaire.
L'allumage et l'extinction du lampadaire sont commandés par un programmateur. Il existe plusieurs types de programmation :
- Crépusculaire : la lumière s'allume automatiquement lorsque le programmateur détecte le coucher du soleil. La lumière s'éteint lorsque le soleil se lève ou après une temporisation réglable.
- Horaire : la lumière s'allume et s'éteint en fonction de plages horaires définies à l'avance. Une programmation en fonction des saisons est également possible, les heures de coucher et de lever du soleil étant variables tout au long de l'année.

L'éclairage se fait la plupart du temps par lampes à LED, ce qui présente plusieurs avantages :
- Faible consommation énergétique
- Très longue durée de vie
- Éclairage homogène